# Pansarrundmunnar
Pansarrundmunnar (ostracodermer) är en föråldrad systematisk gruppering med fossila käklösa fiskar, som levde mellan ordovicium och devon. Termen används idag mycket sällan inom systematik eftersom taxonet är parafyletiskt eller polyfyletiskt.
Huvudets bindväv hos dessa arter var kraftigt förbenat, och flera av dem hade ett rejält kroppspansar av benplåtar. De nådde en längd av 10-50 cm och var troligen bottenlevande. Ofta placerades pansarnejonögon, thelodonter och pansarpirålar inom gruppen.